# Charles Lewis Gruneisen
Charles Lewis Gruneisen, född 1806, död 1879, var en engelsk publicist av tysk härkomst.
Gruneisen var underredaktör i "Morning Post" samt dess krigskorrespondent i Spanien 1837-38 (då han utstod många faror, tillfångatogs, men lössläpptes genom lord Palmerstons inflytande), Pariskorrespondent 1839-44 (då han ordnade en regelbunden brevduvepost mellan Paris och London) och sedan musikkritiker. År 1847 tog han initiativ till upprättande av Italienska operan i Covent Garden, och 1852 deltog han i stiftandet av Conservative land society. Gruneisen stod i korrespondens med statsmän i flera länder.